# Estudiante

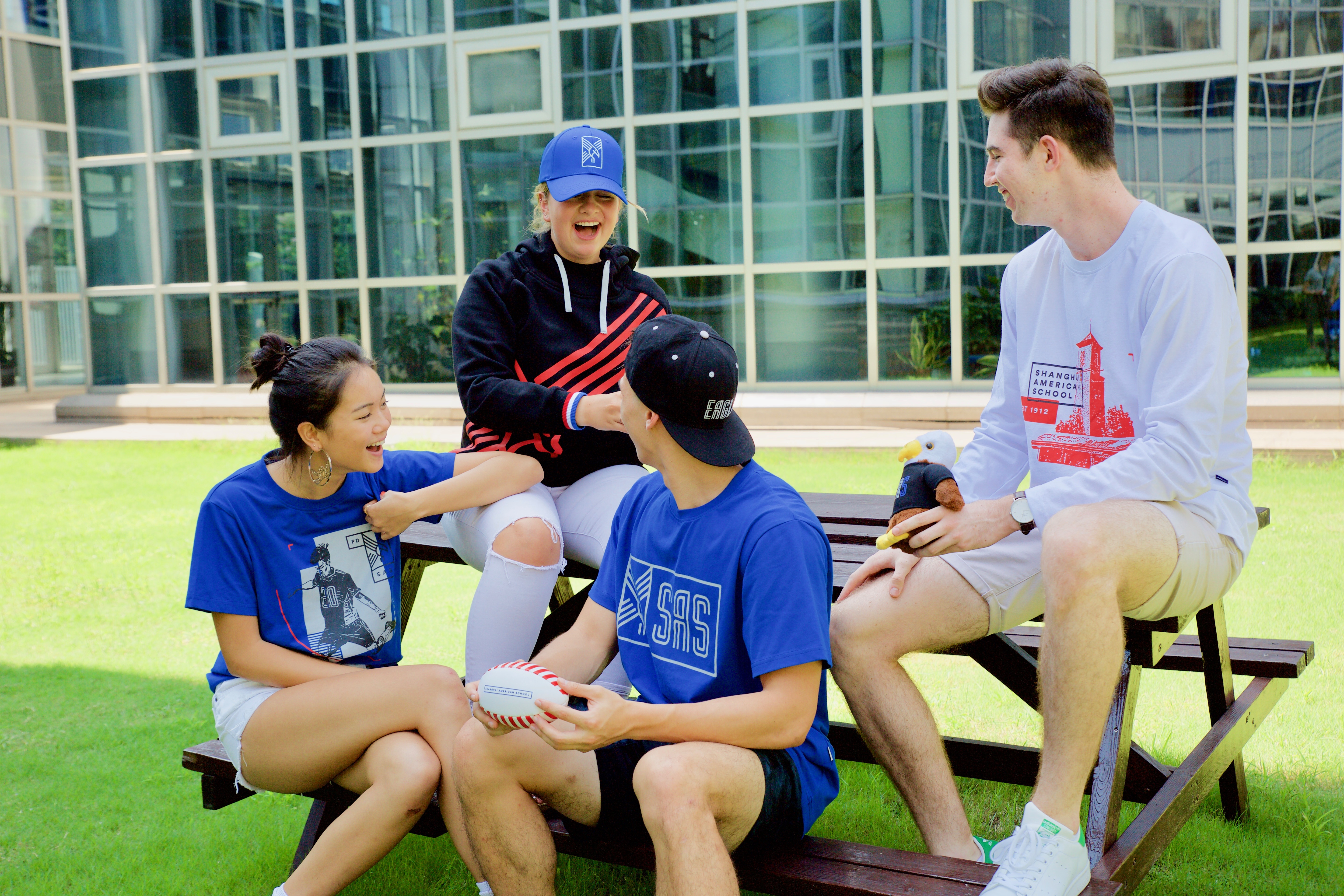
Estudiantes de diferentes nacionalidades en una escuela internacional en Shanghái, China, 2017. La escuela no tiene Uniforme escolar.

Un estudiante es un individuo que participa activamente en el proceso de aprendizaje, generalmente a través de sistemas educativos formales como escuelas, universidades y otras instituciones. El objetivo principal de un estudiante es adquirir conocimientos, habilidades y competencias en diversas materias, que pueden ir desde disciplinas académicas hasta formación vocacional. Los estudiantes suelen clasificarse por edad, nivel de educación o campo de estudio. El papel de un estudiante es fundamental para el desarrollo de la sociedad, ya que contribuye a la fuerza laboral, la cultura y la economía del conocimiento una vez finalizados sus estudios. Si bien la mayoría de los estudiantes son individuos jóvenes, el término puede referirse a cualquier grupo de edad que participe en el aprendizaje.

## Etimología
Es resultado de una deformación del significado de la palabra latina studere y su sustantivo studium. Studere significa "aplicarse a aprender algo". Suele reservarse este término a las personas que siguen un curso escolar o universitario.

## Acceso a la enseñanza superior
Las condiciones de acceso a la enseñanza superior difieren de un Estado a otro. La mayoría de los sistemas exigen un título previo: por ejemplo el baccalauréat en Francia, el A-level en Inglaterra o el Abitur en Alemania. Sin embargo, la selección para el ingreso en las instituciones varía enormemente. 

## Vida del estudiante

### Estudiar en el extranjero
En 2008, las universidades de Estados Unidos acogieron a 671.616 estudiantes, el 21% de los tres millones de estudiantes internacionales de todo el mundo. El Reino Unido ocupa el segundo lugar, con un 13%, y Francia el tercero, con un 9%, seguidos de cerca por Alemania.
En Estados Unidos, el 3,5% de los estudiantes son internacionales, el 16,3% en el Reino Unido y el 22,5% en Australia1.

### Fiestas de estudiantes
Las fiestas estudiantiles reúnen a los estudiantes de una institución, campus o ciudad. Esta práctica está muy extendida en la mayoría de los Estados. Suelen celebrarse entre semana; en Francia, el día más popular es el jueves. Entre estas numerosas fiestas, algunas son especiales, como las de integración, que marcan la llegada de una nueva promoción de estudiantes. Si la fiesta dura más de una tarde, puede llamarse jornada de integración, o incluso fin de semana, semana o curso de integración. Todos estos acontecimientos están sujetos a la legislación de forma indirecta. En efecto, aunque las novatadas están claramente prohibidas, el legislador no legisla directamente sobre las fiestas estudiantiles. Las normas que rigen estas fiestas son, por tanto, las mismas que las que rigen todos los actos festivos: prohibición de las barras libres, anuncio de la fiesta cuando no se celebre en un lugar con permiso permanente, notificación a la prefectura en caso de un acto muy multitudinario o declaración de las pistas musicales utilizadas a la SACEM (La Sociedad de Autores francesa).
En Bélgica, las fiestas estudiantiles están muy extendidas y constituyen un folclore por derecho propio. Más concretamente llamadas guindailles, se celebran en algunas ciudades universitarias todas las tardes. Los estudiantes tienen sus propios pasillos, normalmente diseñados para resistir la suciedad y el vandalismo. Algunos ejemplos son el Búnker en Namur, la Casa y el Coq Hardi (entre una docena de otros) en Lovaina la Nueva, el carré y el chapi en Lieja y el Jefke en Bruselas.

## Condición de estudiante

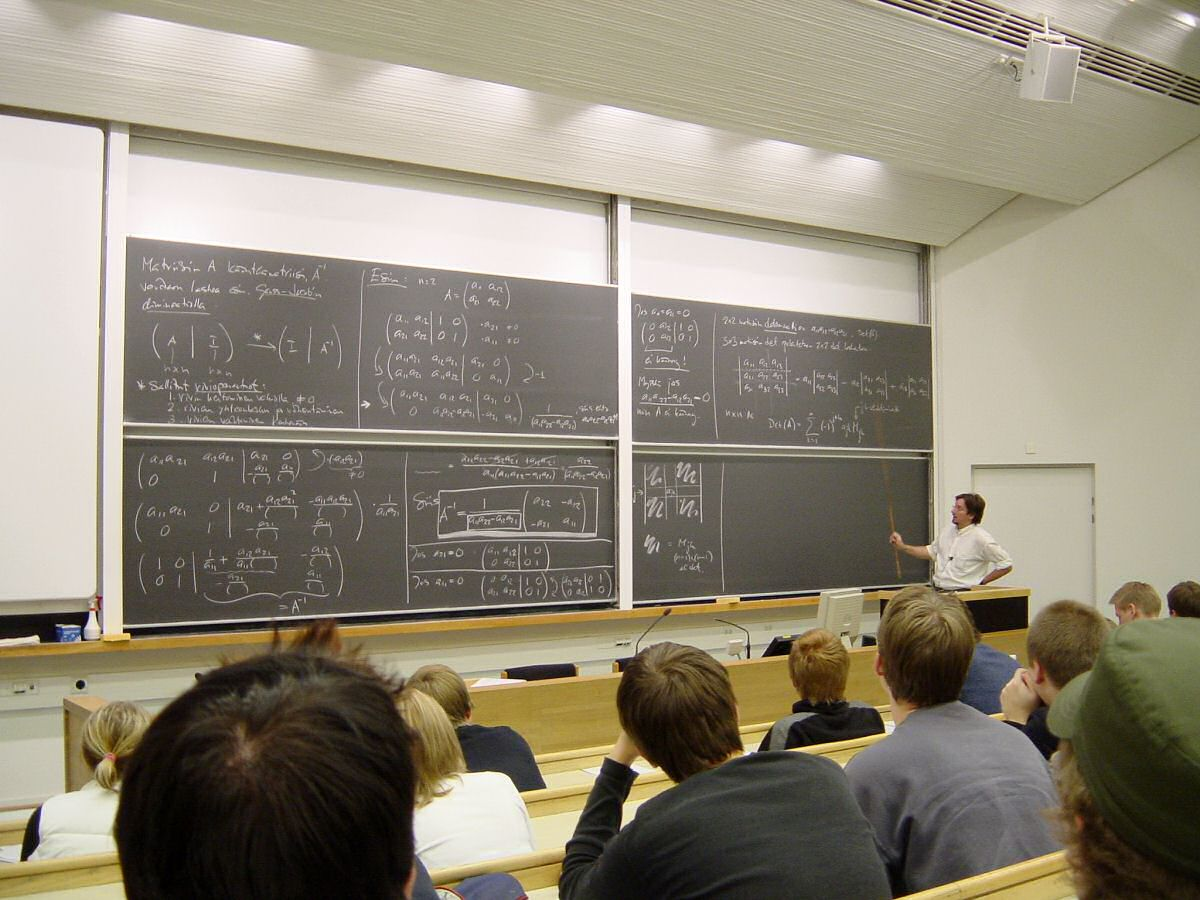
Curso de matemáticas en la Universidad Tecnológica de Helsinki

No existe la condición de estudiante internacional. Cada Estado determina cómo gestiona esta población. Sin embargo, algunas organizaciones transnacionales están desarrollando algunos rasgos comunes. Por ejemplo, la Asociación ISIC (International Student Identity Card), respaldada por la UNESCO, expide carnés ISIC (International Student Identity Card) reconocidos en casi todos los países como prueba válida de la condición de estudiante.
Algunas organizaciones estudiantiles han elaborado cartas sobre el estatuto de los estudiantes, en las que se definen sus derechos y deberes. El primer caso se dio en Francia en 1946 con la Carta de Grenoble, creada por la UNEF, y luego la misma idea fue retomada en Praga por la Unión Internacional de Estudiantes. Después, en Beirut, la unión nacional de estudiantes de los países árabes creó una carta inspirada en gran medida en ella.
Dependiendo del país, los centros de enseñanza superior pueden tener distintos nombres: University o Faculty en los países francófonos, College en los países anglófonos, "School" para las estructuras educativas privadas o especializadas (escuelas de ingeniería y empresariales, en particular). Algunos cursos de enseñanza superior pueden impartirse en centros de enseñanza secundaria, como las sections de technicien supérieur (BTS) o las classes préparatoires aux grandes écoles (CPGE) en Francia.
Por último, hay una serie de cursos postsecundarios que no entran en la rúbrica de la enseñanza superior, ya que se puede acceder a ellos sin haber obtenido el bachillerato, sino sólo en función de las condiciones de nivel y/o de edad; por ejemplo, las escuelas de formación artística, o las escuelas de salud cuyo nivel de acceso es inferior al bachillerato o sin referencia a éste. El Ministerio de Educación define como criterio de inclusión en la base de datos central de centros (BCE) el hecho de que la escolarización sea obligatoria y que el currículo escolar sea anual equivalente a tiempo completo (es decir, que corresponda a uno o varios cursos escolares y cuyas horas lectivas más el trabajo personal exigido correspondan a una formación a tiempo completo, estimada en 600 horas anuales).

## Salario de los estudiantes
En Francia, los primeros proyectos de salario estudiantil fueron propuestos durante la Resistencia, a partir de 1943, por los sindicatos obreros, las asociaciones juveniles y los dos sindicatos estudiantiles existentes entonces, la Unión Nacional de Estudiantes de Francia (UNEF) y la Unión de Grandes Escuelas (UGE).
En su congreso de 1946, la FENU adoptó la Carta de Grenoble. Esta carta defendía la necesidad de una "revolución económica y social al servicio de la humanidad" y establecía que "el estudiante es un trabajador intelectual". La Carta sirvió de referencia cuando la UNEF logró impedir la duplicación de las tasas de matrícula universitaria en 1947 y la extensión de la seguridad social a los estudiantes en 1948.
En 1951, diputados comunistas y democristianos proponen a la Asamblea Nacional el salario estudiantil. Sin embargo, el proyecto de reforma fue rechazado.

## Otros aspectos
Puede haber diferentes sistemas que disocien a los estudiantes de otras categorías socioprofesionales. Por ejemplo, en Francia, los estudiantes tienen su propio sistema de seguridad social.
Los estudiantes disponen de un número de estudiante en varios países, como Francia, Austria, Canadá y el Reino Unido.

## Situación por país

### África

#### Nigeria
En Nigeria, la educación se clasifica en cuatro sistemas conocidos como sistema 6-3-3-4 de educación. Implica seis años en la escuela primaria, tres años en el primer ciclo de secundaria, tres años en el segundo ciclo de secundaria y cuatro años en la universidad. Sin embargo, el número de años que hay que pasar en la universidad viene determinado sobre todo por la carrera. Algunas carreras tienen una duración de estudios más larga que otras. A los que están en la escuela primaria se les suele llamar alumnos. A los universitarios, al igual que a los de secundaria, se les denomina estudiantes.
El sistema educativo nigeriano también tiene otras categorías reconocidas, como los politécnicos y los colegios de educación. El Politécnico expide certificaciones de Diploma Nacional y Diploma Nacional Superior tras un periodo de dos años y/o cuatro años de estudio, respectivamente.
El Diploma Nacional Superior (también conocido como HND) puede obtenerse en una institución diferente de la que se obtuvo el Diploma Nacional (también conocido como ND u OND). Sin embargo, el HND no puede obtenerse sin el certificado OND.
Por otro lado, las respectivas facultades de educación proporcionan a los estudiantes el Certificado Nigeriano de Educación (NCE) tras un periodo de estudios de dos años. 

### Asia

#### Filipinas
Filipinas se encuentra actualmente en plena transición hacia un sistema de educación básica K-12 (también llamado K+12). La educación comienza idealmente con un año de parvulario. Una vez completada la transición, la escuela elemental o primaria comprende los cursos 1.º a 6.º Aunque el término estudiante puede referirse a alumnos de cualquier edad o nivel, el término "alumno" es utilizado por el Departamento de Educación para referirse a los alumnos del nivel elemental, especialmente en las escuelas públicas. El nivel secundario o bachillerato comprende dos divisiones principales: los cursos 7.º a 10.º se denominarán colectivamente "primer ciclo de bachillerato", mientras que los cursos 11.º a 12.º se denominarán colectivamente "segundo ciclo de bachillerato". El Departamento de Educación se refiere a los alumnos de 7.º curso y superiores como estudiantes.
Después de la educación básica, los estudiantes pueden optar por cursar una licenciatura (grado) en una institución de educación superior (es decir, un colegio o universidad), que normalmente dura cuatro años, aunque la duración de algunos cursos puede ser mayor o menor dependiendo de la institución.

#### Irán
En Irán la escuela de 12 años se clasifica en dos etapas: Primaria y Secundaria. Un estudiante tarda seis años en graduarse en la escuela primaria y otros seis en la secundaria. Los estudios de bachillerato se dividen en dos partes: primer y segundo ciclo. En la escuela secundaria superior, el estudiante puede elegir entre los seis campos siguientes: Matemáticas y física, Ciencias, Humanidades, Ciencias islámicas, Formación profesional o Trabajo y conocimientos. Al terminar el bachillerato, los alumnos obtienen un diploma. Con el diploma, el estudiante puede participar en el examen de acceso a la universidad iraní o Konkoor en diferentes campos de Matemáticas, Ciencias, Humanidades, idiomas y arte. El examen de acceso a la universidad lo realiza cada año la Organización Nacional de Evaluación Educativa, una organización bajo la supervisión del Ministerio de Ciencia, Investigación y Tecnología que se encarga de las universidades en Irán. Los miembros de la Fe Baháʼí, una minoría muy perseguida, tienen oficialmente prohibido asistir a la universidad, para evitar que los miembros de la fe se conviertan en médicos, abogados u otros profesionales; sin embargo, a los musulmanes, cristianos, judíos y zoroastrianos se les permite la entrada en las universidades. 

#### Singapur
En Singapur son obligatorios seis años de educación primaria.
- Escuela Primaria (Primaria 1 a 6)

Primaria 1 a 3 (de 7 a 9 años, primer ciclo de primaria) Primaria 4 a 6 (de 10 a 12 años, segundo ciclo de primaria)
- Escuela Secundaria (Secundaria 1 a 4 o 5)

Los alumnos de Sec 1 tienen 13 años y los de Sec 4, 16. Los alumnos de Express cursan la secundaria de la Sec 1 a la 4, y los de Normal Acad y Technical la cursarán de la Sec 1 a la 5.
- Junior College (Junior College 1 a 2 - Opcional) O Politécnico (3 años - Opcional)

También hay escuelas que tienen el programa integrado, como River Valley High School (Singapur), lo que significa que permanecen en la misma escuela desde Secundaria 1 hasta Junior College 2, sin tener que hacer los exámenes de nivel "O" que la mayoría de los estudiantes hacen al final de la secundaria.
Las escuelas internacionales están sujetas a planes de estudios extranjeros, como los de los Boards británico, estadounidense, canadiense o australiano.

### Europa

#### Finlandia
En Finlandia, a un estudiante se le llama "opiskelija" (en plural, "opiskelijat"), aunque a los niños que cursan la enseñanza obligatoria se les llama "oppilas" (en plural, "oppilaat"). El primer nivel de educación es el "esikoulu" (literalmente "preescolar"), que solía ser opcional, pero es obligatorio desde principios de 2015. Los niños asisten a la esikoulu el año que cumplen seis años, y al año siguiente empiezan a asistir a la "peruskoulu" (literalmente "escuela básica", corresponde a la escuela primaria, la escuela media y la escuela secundaria estadounidenses), que es obligatoria. El peruskoulu se divide en "alakoulu" (cursos del 1 al 6) e "yläkoulu" (cursos del 7 al 9). Tras la enseñanza obligatoria, la mayoría de los niños cursan estudios de segundo ciclo (toisen asteen koulutus), ya sea lukio (corresponde al bachillerato) o ammattioppilaitos (Formación Profesional), momento en el que se les denomina estudiantes (opiskelija). Algunos asisten a la "kymppiluokka", que es una repetición de la educación de algún yläkoulu.

#### Francia
El término genérico "étudiant" (lit. estudiante) se aplica únicamente a una persona que asiste a una universidad o a una escuela de nivel similar, es decir, a alumnos de un cursus reservado a personas que ya poseen un Baccalauréat.[cita requerida] El término general para designar a una persona que va a la escuela primaria o secundaria es élève. En algunos centros de enseñanza superior franceses, un bleu o "bizuth" es un alumno de primer curso. Los alumnos de segundo curso se denominan a veces "carrés" (cuadrados). En determinados centros pueden aplicarse otros términos, algunos en función de la clase preparatoria a las grandes escuelas a la que se asista.

#### Alemania
En Alemania, el término en alemán Student (masculino) o "Studentin" (femenino) se reserva a los estudiantes universitarios. Los estudiantes universitarios de primer curso se denominan Erstsemester o coloquialmente Ersties ("primerizos"). Existen diferentes términos para designar a los estudiantes de colegio, dependiendo del tipo de colegio al que asista el alumno. El término general para una persona que va a la escuela es Schüler o Schülerin. Comienzan sus primeros cuatro años (en algunos estados federales seis) en la escuela primaria o Grundschule. A continuación, pasan a una escuela secundaria llamada Gymnasium, que es una escuela preparatoria para la universidad. Los alumnos que asisten a esta escuela se denominan Gymnasiasten, mientras que los que asisten a otras escuelas se llaman Hauptschüler o Realschüler. Los estudiantes que obtienen el Abitur se denominan Abiturienten. La abreviatura stud. + la abreviatura de la facultad p. e. phil. para philosophiae es un postnominal para todos los estudiantes de un curso de bachillerato. La abreviatura cand. de candidatus + la abreviatura de la facultad se da como postnominal a los que están próximos a los exámenes finales. Primer apellido, stud. phil. o Primer apellido, cand. jur [cita requerida]